# 全国高等学校野球選手権東北大会
東北大会（とうほくたいかい）は、1915年（第1回）から1975年（第57回）まで、府県レベルの大会にとどまった1941年（第27回）および一府県一代表が認められた1958年（第40回）・1963年（第45回）・1968年（第50回）・1973年（第55回）を除いて行われた、全国中等学校優勝野球大会および全国高等学校野球選手権大会の地方大会。

## 概要・歴史
1915年（第1回）は東京朝日新聞社（東朝）が地方大会の主催や後援を一切行わなかった。東北では秋田県の1校だけが参加を希望したが、無条件の全国大会出場は認められないため、同県の他2校と臨時で行った試合が地方大会（東北大会）と見なされ、無事2勝した参加希望校に全国大会出場資格が与えられた。なお、他の県から恨みを買ったとされるが、東北大会について「本年は特に秋田市において希望校のみ予選試合を行う」と全国大会主催者の大阪朝日新聞社（大朝）が認めている。
1916年（第2回）から東朝主催で東北大会が行われるようになり、北海道勢・岩手県勢・宮城県勢・福島県勢が初参加。1919年（第5回）から山形県勢が初参加。1920年（第6回）から北海道大会が編成されて北海道勢が離脱。1922年（第8回）から対校試合禁止が解けた青森県勢がようやく初参加となった。
1925年（第11回）から東北6県は奥羽大会（青森・秋田・山形）、東北大会（岩手・宮城・福島）に2分割された。1929年（第15回）のみ岩手県予選を実施。1931年（第17回）から各県予選を実施。1934年（第20回）から岩手と山形が入れ替わるかたちで奥羽大会（青森・岩手・秋田）、東北大会（山形・宮城・福島）に編成替えとなった。
1959年（第41回）から東北6県は北奥羽大会（青森・岩手）、西奥羽大会（秋田・山形）、東北大会（宮城・福島）に3分割された。
1974年（第56回）から岩手と福島の単独代表が認められ、奥羽大会（青森・秋田）と東北大会（山形・宮城）に編成替えとなった。1976年（第58回）から山形と宮城の単独代表が認められ、東北大会は1975年（第57回）を最後に消滅した。

## 歴代代表校
| 年度                 | 参加県                                | 大会方式                                   | 代表校（出場回数）        | 決勝スコア | 準優勝校   | 全国大会      |
| -------------------- | ------------------------------------- | ------------------------------------------ | ------------------------- | ---------- | ---------- | ------------- |
| 1915年（第1回大会）  | 秋田                                  | 3校参加                                    | 秋田中（初出場）          | 23-0       | 秋田農     | 準優勝        |
| 1916年（第2回大会）  | 北海道・岩手・ 宮城・福島             | 9校参加                                    | 一関中（初出場）          | 4-1        | 盛岡中     | ベスト8       |
| 1917年（第3回大会）  | 岩手・秋田・ 宮城・福島               | 9校参加                                    | 盛岡中（初出場）          | 5-2        | 一関中     | ベスト4       |
| 1918年（第4回大会）  | 岩手・宮城・福島                      | 7校参加                                    | 一関中（2年ぶり2回目）    | 7-2        | 仙台二中   | （中止）      |
| 1919年（第5回大会）  | 北海道・岩手・秋田・ 山形・宮城・福島 | 11校参加                                   | 盛岡中（2年ぶり2回目）    | 21-1       | 函館中     | ベスト4       |
| 1920年（第6回大会）  | 岩手・山形・ 宮城・福島               | 7校参加                                    | 一関中（2年ぶり3回目）    | 11-2       | 仙台一中   | 1回戦         |
| 1921年（第7回大会）  | 岩手・秋田・ 宮城・福島               | 12校参加                                   | 盛岡中（2年ぶり3回目）    | 9-0        | 秋田中     | ベスト8       |
| 1922年（第8回大会）  | 青森・岩手・秋田・ 宮城・福島         | 20校参加                                   | 秋田中（7年ぶり2回目）    | 5-2        | 築館中     | 1回戦         |
| 1923年（第9回大会）  | 青森・岩手・秋田・ 山形・宮城・福島   | 23校参加                                   | 仙台一中（初出場）        | 15-0       | 八戸中     | 2回戦（初戦） |
| 1924年（第10回大会） | 青森・岩手・秋田・ 山形・宮城・福島   | 24校参加                                   | 秋田中（2年ぶり3回目）    | 18-6       | 米沢中     | 2回戦（初戦） |
| 1925年（第11回大会） | 岩手・宮城・福島                      | 19校参加                                   | 仙台二中（初出場）        | 11-0       | 盛岡中     | 1回戦         |
| 1926年（第12回大会） | 岩手・宮城・福島                      | 18校参加                                   | 盛岡中（5年ぶり4回目）    | 3-1        | 福岡中     | 2回戦（初戦） |
| 1927年（第13回大会） | 岩手・宮城・福島                      | 15校参加                                   | 福岡中（初出場）          | 1-0        | 盛岡中     | ベスト8       |
| 1928年（第14回大会） | 岩手・宮城・福島                      | 19校参加                                   | 福岡中（2年連続2回目）    | 3-0        | 仙台二中   | 2回戦         |
| 1929年（第15回大会） | 岩手・宮城・福島                      | 26校参加 （21校出場） （岩手県予選 7→2校） | 福岡中（3年連続3回目）    | 6x-5       | 仙台二中   | 1回戦         |
| 1930年（第16回大会） | 岩手・宮城・福島                      | 25校参加                                   | 東北中（初出場）          | 6-4        | 福岡中     | ベスト8       |
| 1931年（第17回大会） | 岩手・宮城・福島                      | 8校出場 （各県2校・ 開催県4校）            | 福岡中（2年ぶり4回目）    | 2-0        | 東北中     | 2回戦（初戦） |
| 1932年（第18回大会） | 岩手・宮城・福島                      | 8校出場 （各県2校・ 開催県4校）            | 遠野中（初出場）          | 7-0        | 宮城工     | 2回戦         |
| 1933年（第19回大会） | 岩手・宮城・福島                      | 8校出場 （各県2校・ 開催県4校）            | 盛岡中（7年ぶり5回目）    | 8-4        | 仙台育英中 | 1回戦         |
| 1934年（第20回大会） | 山形・宮城・福島                      | 8校出場 （各県2校・ 開催県4校）            | 福島師範（初出場）        | 29-1       | 平商       | 2回戦（初戦） |
| 1935年（第21回大会） | 山形・宮城・福島                      | 8校出場 （各県2校・ 開催県4校）            | 福島師範（2年連続2回目）  | 4-3        | 福島商     | 1回戦         |
| 1936年（第22回大会） | 山形・宮城・福島                      | 8校出場 （各県2校・ 開催県4校）            | 山形中（初出場）          | 7-4        | 米沢中     | 2回戦（初戦） |
| 1937年（第23回大会） | 山形・宮城・福島                      | 8校出場 （各県2校・ 開催県4校）            | 山形中（2年連続2回目）    | 20-17      | 仙台一中   | 2回戦（初戦） |
| 1938年（第24回大会） | 山形・宮城・福島                      | 8校出場 （各県2校・ 開催県4校）            | 山形中（3年連続3回目）    | 8-3        | 仙台二中   | 2回戦（初戦） |
| 1939年（第25回大会） | 山形・宮城・福島                      | 8校出場 （各県2校・ 開催県4校）            | 山形中（4年連続4回目）    | 17-3       | 仙台商     | 2回戦（初戦） |
| 1940年（第26回大会） | 山形・宮城・福島                      | 8校出場 （各県2校・ 開催県4校）            | 仙台一中（17年ぶり2回目） | 5-0        | 山形商     | 2回戦（初戦） |
| 1946年（第28回大会） | 山形・宮城・福島                      | 4校出場 （各県1校・ 開催県2校）            | 山形中（7年ぶり5回目）    | 8-4        | 山形工     | 2回戦（初戦） |
| 1947年（第29回大会） | 山形・宮城・福島                      | 4校出場 （各県1校・ 開催県2校）            | 仙台二中（22年ぶり2回目） | 7-2        | 福島商     | ベスト4       |
| 1948年（第30回大会） | 山形・宮城・福島                      | 8校出場 （各県2校・ 開催県4校）            | 石巻（初出場）            | 4-1        | 福島商     | 1回戦         |
| 1949年（第31回大会） | 山形・宮城・福島                      | 8校出場 （各県2校・ 開催県4校）            | 東北（19年ぶり2回目）     | 4-3        | 山形二     | 1回戦         |
| 1950年（第32回大会） | 山形・宮城・福島                      | 8校出場 （各県2校・ 開催県4校）            | 仙台一（10年ぶり3回目）   | 2-1        | 気仙沼     | 1回戦         |
| 1951年（第33回大会） | 山形・宮城・福島                      | 8校出場 （各県2校・ 開催県4校）            | 福島商（初出場）          | 4-1        | 安積       | 2回戦（初戦） |
| 1952年（第34回大会） | 山形・宮城・福島                      | 8校出場 （各県2校・ 開催県4校）            | 山形南（初出場）          | 2-1        | 気仙沼     | 1回戦         |
| 1953年（第35回大会） | 山形・宮城・福島                      | 8校出場 （各県2校・ 開催県4校）            | 白石（初出場）            | 4-0        | 米沢西     | 1回戦         |
| 1954年（第36回大会） | 山形・宮城・福島                      | 8校出場 （各県2校・ 開催県4校）            | 福島商（3年ぶり2回目）    | 6-3        | 鶴岡工     | 2回戦（初戦） |
| 1955年（第37回大会） | 山形・宮城・福島                      | 8校出場 （各県2校・ 開催県4校）            | 新庄北（初出場）          | 6-5        | 仙台一     | 1回戦         |
| 1956年（第38回大会） | 山形・宮城・福島                      | 8校出場 （各県2校・ 開催県4校）            | 仙台二（9年ぶり3回目）    | 3-1        | 磐城       | ベスト8       |
| 1957年（第39回大会） | 山形・宮城・福島                      | 8校出場 （各県2校・ 開催県4校）            | 山形南（5年ぶり2回目）    | 4x-3       | 山形商     | 1回戦         |
| 1959年（第41回大会） | 宮城・福島                            | 2校出場 （各県1校）                        | 東北（2年連続4回目）      | 10-0       | 喜多方     | ベスト4       |
| 1960年（第42回大会） | 宮城・福島                            | 4校出場 （各県2校）                        | 東北（3年連続5回目）      | 5-2        | 双葉       | 1回戦         |
| 1961年（第43回大会） | 宮城・福島                            | 4校出場 （各県2校）                        | 東北（4年連続6回目）      | 7-2        | 仙台育英   | 2回戦         |
| 1962年（第44回大会） | 宮城・福島                            | 4校出場 （各県2校）                        | 気仙沼（初出場）          | 1-0        | 保原       | 1回戦         |
| 1964年（第46回大会） | 宮城・福島                            | 4校出場 （各県2校）                        | 仙台育英（2年連続2回目）  | 9-0        | 仙台一     | 1回戦         |
| 1965年（第47回大会） | 宮城・福島                            | 4校出場 （各県2校）                        | 保原（初出場）            | 5-4        | 磐城       | 2回戦（初戦） |
| 1966年（第48回大会） | 宮城・福島                            | 4校出場 （各県2校）                        | 福島商（8年ぶり4回目）    | 8-0        | 磐城       | 1回戦         |
| 1967年（第49回大会） | 宮城・福島                            | 4校出場 （各県2校）                        | 仙台商（初出場）          | 3-1        | 仙台育英   | 2回戦         |
| 1969年（第51回大会） | 宮城・福島                            | 4校出場 （各県2校）                        | 仙台商（2年ぶり2回目）    | 5-2        | 田村       | ベスト8       |
| 1970年（第52回大会） | 宮城・福島                            | 4校出場 （各県2校）                        | 磐城（2年ぶり3回目）      | 3-0        | 須賀川     | 1回戦         |
| 1971年（第53回大会） | 宮城・福島                            | 4校出場 （各県2校）                        | 磐城（2年連続4回目）      | 7-1        | 古川       | 準優勝        |
| 1972年（第54回大会） | 宮城・福島                            | 4校出場 （各県2校）                        | 東北（4年ぶり8回目）      | 6-3        | 学法石川   | 2回戦（初戦） |
| 1974年（第56回大会） | 山形・宮城                            | 4校出場 （各県2校）                        | 山形南（16年ぶり4回目）   | 4-1        | 山形東     | 2回戦（初戦） |
| 1975年（第57回大会） | 山形・宮城                            | 4校出場 （各県2校）                        | 仙台育英（2年ぶり4回目）  | 4-1        | 日大山形   | 1回戦         |